# 508 Princetonia
508 Princetonia је астероид главног астероидног појаса са пречником од приближно 142,35 km.
Афел астероида је на удаљености од 3,202 астрономских јединица (АЈ) од Сунца, а перихел на 3,119 АЈ.
Ексцентрицитет орбите износи 0,013, инклинација (нагиб) орбите у односу на раван еклиптике 13,362 степени, а орбитални период износи 2052,794 дана (5,620 година).
Апсолутна магнитуда астероида је 8,24 а геометријски албедо 0,044.
Астероид је откривен 20. априла 1903. године.